# Robert Glenister
Robert Glenister (Watford, 11 maart 1960) is een Brits acteur.

## Biografie
Glenister werd geboren in Watford als zoon van regisseur John Glenister en is de oudere broer van Philip. Glenister doorliep de middelbare school aan de Harrow Weald Grammar School in Watford. 
Glenister begon in 1979 met acteren in de televisieserie Crown Court, waarna hij nog meerdere rollen speelde in televisieseries en films. Hij is vooral bekend van zijn rol als Ash Morgan in de televisieserie Hustle waar hij in 48 afleveringen speelde (2004-2012). 
Glenister was van 1984 tot en met 1992 getrouwd met actrice Amanda Redman met wie hij een dochter heeft, later is hij weer hertrouwd waaruit hij een zoon heeft. 

## Filmografie

### Films
Uitgezonderd korte films.
- 2022 National Theatre Live: The Seagull - als Sorin
- 2020 Villain - als Roy Garrett
- 2019 The Aeronauts - als Ned Chambers
- 2017 Journey's End - als de kolonel
- 2016 Live by Night - als Albert White
- 2014 Cryptic - als Robert
- 2012 We'll Take Manhattan - als Ted Shrimpton
- 2009 Creation - als dr. Holland
- 2006 The Ruby in the Smoke - als Samuel Selby
- 2005 Legless - als Simon Carter
- 2005 Class of '76 - als Frank Thompson
- 2004 Who Killed Thomas Becket? - als verteller
- 2003 Eroica - als Gerhardt
- 2003 Hitler: The Rise of Evil - als Anton Drexler
- 2002 Sirens - als DI Clive Wilson
- 2002 Murder - als Robert Weldon
- 2002 Laissez-passer - als Townsend
- 2001 All Forgotten - als Count Malevsky
- 2001 Just Visiting - als Earl of Warwick
- 2000 My Fragile Heart - als Stephen 'Squeal' Blake
- 1997 Drovers' Gold - als dr. Markby
- 1995 Aristophanes: The Gods Are Laughing - als Aristophanes
- 1995 Prime Suspect: The Lost Child - als Chris Hughes
- 1995 Persuasion - als kapitein Harvile
- 1993 The Secret Rapture - als Jeremy
- 1989 Ending Up - als Keith
- 1989 Megazone 23 III - als bisschop
- 1987 Haja taisei Dangaiô - als Gil
- 1985 Me and the Girls - als Harry
- 1981 Strike: The Birth of Solidarity - als Jurek Borowczak

### Televisieseries
Uitgezonderd eenmalige gastrollen.
- 2024 The Night Caller - als Tony Conroy - 4 afl.
- 2022 Sherwood - als DI Kevin Salisbury - 6 afl.
- 2022 Suspicion - als Martin Copeland - 6 afl.
- 2020 Strike - als Jasper Chiswell - 3 afl.
- 2019 Curfew - als Grieves - 6 afl.
- 2017 Cold Feet - als George Kirkbright - 5 afl.
- 2016 Close to the Enemy - als brigadier Wainwright - 7 afl.
- 2016 Paranoid - als Bobby Day - 8 afl.
- 2016 The Musketeers - als Duke of Lorraine - 2 afl.
- 2015 Code of a Killer - als DCC Chapman - 2 afl.
- 2009-2014 Law & Order: UK - als verteller - 53 afl.
- 2013 The Great Train Robbery - als DI Frank Williams - 2 afl.
- 2013 The Cafe - als Phil Porter - 7 afl.
- 2004-2012 Hustle - als Ash Morgan - 48 afl.
- 2011 Appropriate Adult - als John Bennett - 2 afl.
- 2006-2010 Spooks - als Home Secretary / Nicholas Blake - 15 afl.
- 2006 Jane Hall - als Dave Searle - 6 afl.
- 2001-2003 A Touch of Frost - als Terrence Reid - 4 afl.
- 1991 Soldier Soldier - als Ian Anderson - 7 afl.
- 1991 Kinsey - als Mike Hoskyns - 4 afl.
- 1990 Blood Rights - als Pete - 3 afl.
- 1990 Chancer - als Colin Morris - 11 afl.
- 1985 Cover Her Face - als Derek Pullen - 4 afl.
- 1984 The Lonelyheart Kid - als Ken - 6 afl.
- 1984 Doctor Who - als Salateen - 4 afl.
- 1980-1982 Sink or Swim - als Steve Webber - 19 afl.

- Biblioteca Nacional de España: XX4835199
- Bibliothèque nationale de France: cb157471883 (data)
- Gemeinsame Normdatei: 102715011X
- International Standard Name Identifier: 0000 0000 7826 3063
- Library of Congress Control Number: no98123824
- MusicBrainz: 63545a4f-b367-4e1c-bf15-e9910d39a5d7
- Nationale Bibliotheek van Tsjechië: pna2009456724
- Système universitaire de documentation: 13228443X
- Virtual International Authority File: 52021474
- WorldCat: E39PBJv4jqTTtJdyh4JDYXrg8C